# Гриб Яків Савович
Яків Савович Гриб (нар. 1909, село Злазне, нині Костопільського району Рівненської області — ?) — український радянський діяч, робітник, десятник базальтових кар'єрів урочища «Янова Долина» Головинської сільради Костопільського району Рівненської області. Депутат Верховної Ради СРСР 1-го скликання від Рівненської області (з 1940 року).

## Біографія
Народився у бідній селянській родині. З дванадцяти років наймитував, з шістнадцятилітнього віку працював на польських державних лісорозробках на Костопільщині.
Потім був чорноробом на будівництві залізничної колії на кар'єрі «Янова Долина», працював там робітником базальтових кар'єрів. За відмову стати провокатором зазнавав переслідувань з боку польської влади. Як «політичний злочинець» був відправлений на поселення (заслання) в село Яніш за містом Любліном.
Після захоплення Західної України Червоною армією у вересні 1939 року повернувся на Костопільщину, вступив до робітничої гвардії.
З кінця 1939 року — робітник, десятник базальтових кар'єрів урочища «Янова Долина» Головинської сільради Костопільського району Рівненської області.